# Syllepte macallalis
Syllepte macallalis is een vlinder van de familie van de grasmotten (Crambidae). De wetenschappelijke naam van deze soort is voor het eerst voorgesteld door Reginald James West in een publicatie uit 1931.
De soort komt voor in de Filipijnen (Luzon).